# M47 Patton
L'M47 Patton è stato un carro armato medio statunitense commissionato nel settembre 1950; divenne operativo a partire dalla guerra di Corea dove furono spediti pochissimi esemplari che non entrarono mai in combattimento. Il carro M47 ebbe il suo primo impiego in combattimento nelle file dell'Armée de terre durante l'opération Mousquetaire nel 1956. L'Esercito giordano lo usò in combattimento contro le forze corazzate israeliane nel corso della guerra dei sei giorni nel 1967, quello pakistano durante la guerra indo-pakistana del 1965, e poi, senza entrare in azione, durante quella del 1971. Nel 1974 l'Esercito turco ne impiegò 200 per l'operazione Attila (l'invasione di Cipro) e poi nelle operazioni di controguerriglia contro il PKK in Turchia e in Iraq. Durante la guerra dell'Ogaden gli esemplari etiopi affrontarono sul campo di battaglia i T-34/85 e T-54 somali e, nel corso degli anni ottanta, l'Iran fece uso ampio e prolungato dei propri M47 nella guerra con l'Iraq.
L'ultimo impiego si verificò tra le file dell'Esercito croato, che utilizzò M47 ex jugoslavi durante l'operazione Tempesta contro i serbi: negli scontri, però, furono decisamente surclassati dai carri T-55 di origine sovietica. Nel corso della guerra civile in Somalia, alcuni M47 tratti dai depositi dell'esercito furono messi in campo ma, stante la carente manutenzione e l'introvabilità di parti di ricambio, furono subito messi fuori uso.

## Storia

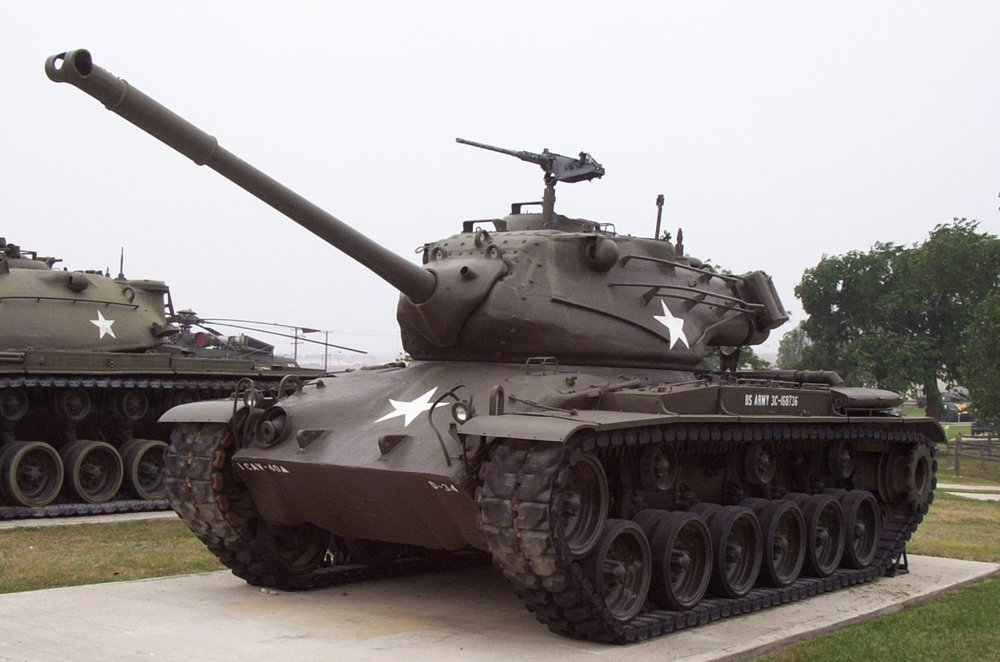
Un carro M47 già appartenente all'esercito americano, conservato staticamente ed esposto all'aperto

Sviluppato su richiesta dell'United States Army a partire dal 1950, inizialmente come derivato dal precedente M46 Patton, che a sua volta era stato originato dal carro pesante M26 Pershing impiegato nelle fasi finali della seconda guerra mondiale, il nuovo Detroit Tank Arsenal M47 Patton II, dotato di corazzatura migliorata sull'arco frontale (ma non ai lati), fu progettato utilizzando lo scafo leggermente modificato dell'M46 accoppiando alla nuova torretta dello sperimentale carro medio T42, dotata di nuovo disegno e armata con un cannone T119 (poi denominato M36) calibro 90 mm.
Lo sviluppo del nuovo mezzo, il cui prototipo fu inizialmente denominato M46E1, fu autorizzata dall'Office of the Deputy Chief of Staff for Administration il 13 luglio 1950 e fu accelerato dallo scoppio della guerra di Corea il 25 giugno dello stesso anno. Il prototipo M46E1 effettuò i collaudi operativi e i test di fuoco a partire dal marzo 1952, dapprima a Camp Irwin e poi sull'Aberdeen Proving Ground. Tali collaudi furono considerati positivi, a parte qualche problema emerso al circuito idraulico della trasmissione, e il nuovo modello, designato M47, fu accettato per il servizio il 16 aprile 1952.
Il carro medio M47 come tale rappresentava il primo vero sistema di nuova progettazione sviluppato negli Stati Uniti dopo la fine della seconda guerra mondiale e, nelle intenzioni dello stato maggiore dell'esercito, doveva sostituire i precedenti modelli M4A3E8 Sherman e M46 Patton allora in servizio.
La produzione in grande serie, già autorizzata con un contratto firmato il 22 novembre 1950, iniziò a partire dal giugno 1951 presso il Detroit Tank Arsenal e l'American Locomotive Company di Schenectady, nello stato di New York, che ne realizzarono rispettivamente 3 440 e 5 136 esemplari entro il novembre 1953.

## Descrizione tecnica
Il carro M47 pesava circa 46 000 kg in ordine di combattimento. Il motore era un Continental AV-1790-5B alimentato a benzina con 12 cilindri a V da 29 361 cm³, raffreddato ad aria ed erogante 810 hp a 2 800 giri al minuto con un rapporto di compressione di 6,5:1. Il consumo era di circa 7 litri a chilometro su strada e superava gli 8 litri su terreno aperto. La capacità dei serbatoi era di 1 055 litri e permetteva un'autonomia di soli 128 km. La velocità massima arrivava a 48 km/h. Il cambio accoppiato Allison CD-850-4 a olio con due marce avanti (lenta/veloce) e una retromarcia era denominato Cross-Drive (CD-854-4). La guida veniva comandata con un'unica leva (wobble stick) che permetteva, da fermo, la rotazione del veicolo su se stesso. La pendenza massima superabile era pari al 60%, mentre la trincea era pari a 3,59 m e l'ostacolo verticale a 0,91 m.
I cingoli adottati erano gli stessi del carro pesant M26 Pershing, larghi 584 mm e costituiti da 86 maglie. Il treno di rotolamento comprendeva una ruota di rinvio anteriore, una ruota motrice posteriore e cinque rulli guidacingolo superiori, ridotti a tre poco prima dell'inizio della fabbricazione in massa. Le sospensioni erano a barre di torsione.
L'armamento principale, installato in torretta, era un cannone M3 da 90 mm lungo 53 calibri (L/53) con 71 granate di riserva. L'organo di puntamento era un telemetro trasversale stereoscopico autocollimatore, modello T41E3 o T12. L'armamento secondario era costituito da una mitragliatrice pesante Browning M2 da 12,7 mm, anche contraerea, dotata di 3 440 cartucce, e una mitragliatrice Browning M1919A4 da 7,62 coassiale al cannone, dotata di 4 125 cartucce. L'Esercito Italiano rimpiazzò la M2 con una mitragliatrice Beretta MG 42/59 di produzione nazionale Esisteva anche la possibilità di montare una seconda mitragliatrice M1919A4 affiancata al pilota e azionata da un quinto membro dell'equipaggio. Il carro poteva essere dotato di una lama apripista M6, che fu acquistata in 500 esemplari, di cui 31 furono effettivamente installate su carri M47. Nel 1953, al fine di dare la possibilità di guadare i fiumi, fu sperimentato il sistema T15 che consisteva in quattro pontoni anfibi in alluminio, agganciati al carro uno per lato. Il sistema non fu adottato dall'US Army, ma fu invece acquistato dall'United States Marine Corps che lo denominò MC-1.
L'equipaggio era composto da cinque persone: capocarro, cannoniere, servente/radiofonista, pilota e copilota/mitragliere Il posto di guida era dotato di un dispositivo di guida da infrarossi. Le radio installate a bordo erano di due tipi: ANVRC 3 (SCR-508) per il comandante di plotone, SCR-528 per il carro base, mentre per dialogare con l'esterno era disponibile il sistema interfonico AN/VIA-1 Sotto il microtelefono era posizionato il dispositivo interfonico C-665/VIA-1

## Impiego operativo

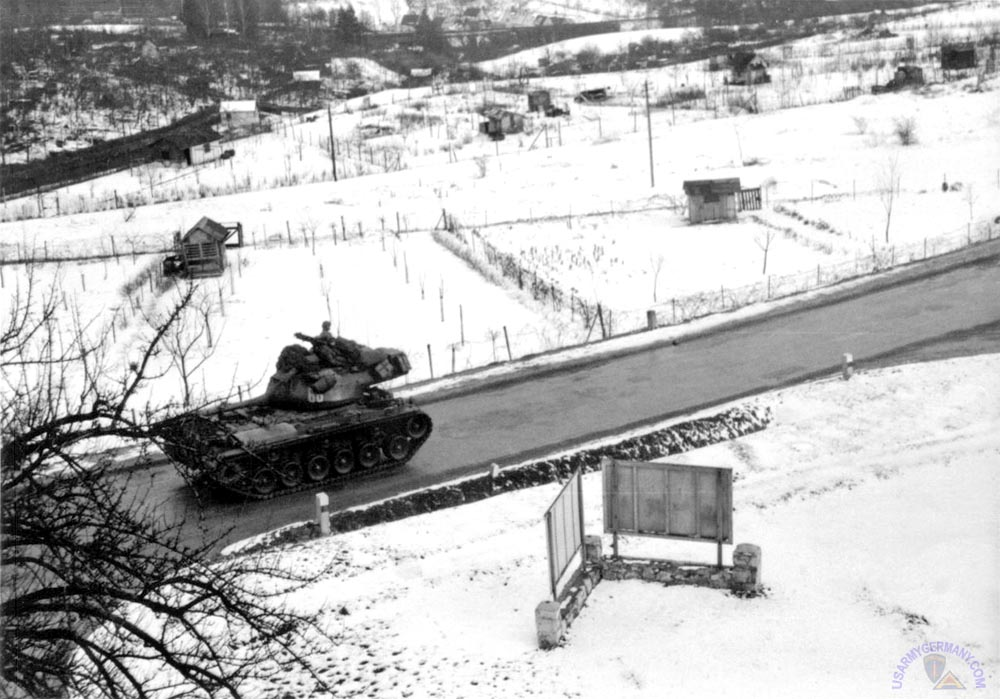
M47 della 7ª Armata statunitense fotografato a Ulma nel 1954

Le consegne ai reparti del nuovo carro iniziarono nell'estate 1952 presso i reparti della 7th Army di stanza nella Germania Ovest, la 1st e la 2nd Armored Division, ma non ebbe alcun impiego nella guerra di Corea che terminò con l'armistizio nel 1953. Causa principale del mancato impiego in Corea fu il ritardo nella consegna degli apparati ottici M12 per il cannone da 90 mm. Infatti gli M47 rimpiazzarono gli M46 nei reparti di stanza in Corea del Sud nell'agosto 1958. Sostituito sulle linee di produzione dal nuovo Chrysler M48 Patton già a partire dal 1952, l'M47 fu reso disponibile per l'esportazione: fu adottato da molti paesi della NATO e assegnato alle unità della National Guard. La prima unità a riceverli fu la 40th (Grizzly) Southern California Armored Division, che equipaggiò il suo primo battaglione a partire dal novembre 1953. Con l'entrata in servizio dello M48, l'M47 fu dichiarato Limited Standard nell'ottobre 1955, a solo cinque anni e mezzo dalla sua entrata in servizio.
Fra i paesi che lo hanno impiegato si annoverano la Francia nell'immediato dopoguerra, la Spagna, il Pakistan (che lo vide soccombere negli scontri corazzati contro l'India nella guerra indo-pakistana del 1965), la Jugoslavia (che lo ricevette durante l'amministrazione del presidente Eisenhower in funzione anti-sovietica), il Portogallo, la Corea del Sud, la Grecia, l'Italia (che avrebbe ceduto successivamente alcuni mezzi alla Somalia) e la Turchia.

### Nell'Esercito Italiano

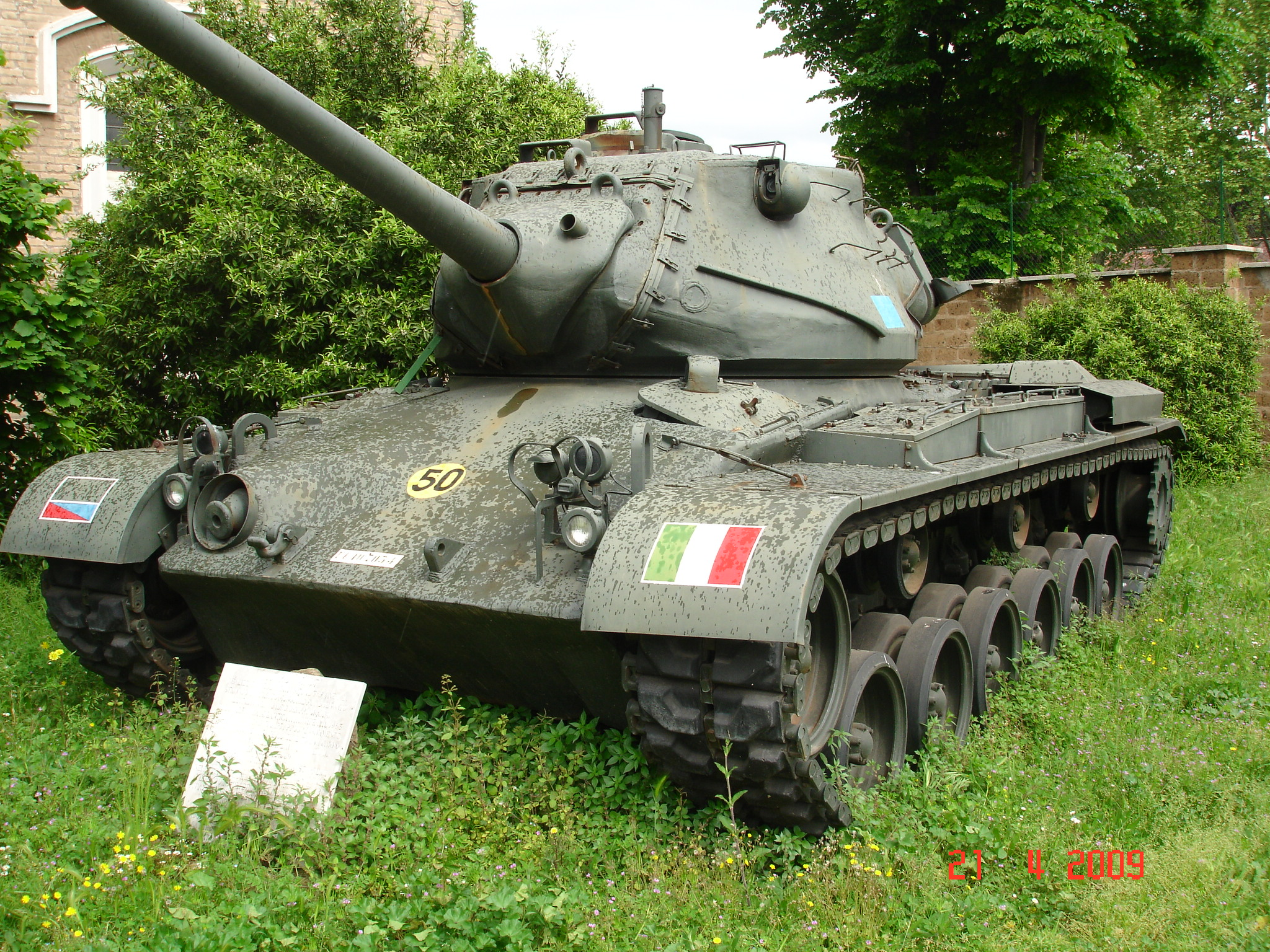
M47 dell'Esercito italiano conservato presso il museo dei carristi a Roma

Il carro armato fu fornito all'Esercito Italiano e agli alleati europei contemporaneamente all'US Army: rimase in servizio dal 1952 alla fine del 1981 in tutti i reparti corazzati, inclusa l'Arma dei Carabinieri. Già alla fine del 1952 gli M47 equipaggiavano i Reggimenti carri 132°, 31° e 4°; nel 1961 le forze armate italiane annoveravano un migliaio di M47 e l'anno successivo ne ottennero altri 1 000, acquistati a prezzo di favore dagli USA. Nel 1969, infine, altri 600 mezzi furono comprati dalla Germania Ovest (che li aveva dismessi) e ricondizionati in Italia. Con l'M47 furono equipaggiati il Reggimento Corazzato e il Battaglione Esplorante Divisionale (BED) delle divisioni di fanteria da pianura "Granatieri di Sardegna", "Legnano" e "Folgore", il Battaglione Carri e il Gruppo Esplorante Divisionale (GED) delle divisioni da montagna "Cremona" e "Mantova", e il Reggimento Carristi e il GED delle divisioni corazzate "Ariete" e "Centauro" e della Brigata di cavalleria "Pozzuolo del Friuli", oltre al 3º Gruppo Squadroni "Savoia Cavalleria". Il carro armato fu in dotazione anche al 1º Reggimento Corazzato Bersaglieri e, per volere del Comandante generale dell'Arma dei carabinieri generale Giovanni de Lorenzo, anche alla XI Brigata meccanizzata carabinieri. Una piccola aliquota di M47 fu utilizzata nelle postazioni difensive statiche del Vallo alpino orientale, sia installando l'intero veicolo in apposite vasche in cemento, sia enucleando le torrette e inserendole in opere fortificate.
Nel corso degli anni settanta fu proposto all'Esercito Italiano una versione aggiornata da parte di aziende italiane quali la OTO Melara di La Spezia, le Officine Marconi e l'Astra, che realizzò sullo scafo del carro una versione gettaponte. Le modifiche riguardavano la sostituzione del cannone da 90 mm con il cannone Royal Ordnance L7 da 105 mm, del motore a benzina Continental AV-1790-5B con un più efficiente propulsore diesel AVDS-1790-2A e l'installazione, nella parte posteriore dello scafo, di un soppressore di calore per ridurre la segnatura all'infrarosso. Il progetto tuttavia non ebbe alcun seguito.
L'industria nazionale si era offerta di rimodernare il carro, in vista di un'ulteriore utilizzazione della notevole flotta di M47 sin dal 1965. Nel 1967 furono allestiti due prototipi di M47 con motori diesel, prodotti il primo da FIAT con motore Continental, un secondo dall'Astra con propulsore General Motors 12V-71T e un terzo con lo stesso motore del carro Leopard, a cura della Società I.S.I. Nel 1968 un quarto prototipo di M47 con motore diesel venne realizzato dal Servizio Tecnico Motorizzazione e nel corso dello stesso anno vennero omologati tutti e quattro gli M47 rimotorizzati e vennero presentati progetti di modifiche di brandeggio della torretta e di elevazione della bocca di fuoco apportate dalla Società Astra. Il 10 ottobre dello stesso anno venne presentato alle delegazioni pakistana e spagnola il prototipo OTO di M47 potenziato con cannone da 105/51.
Il progetto della OTO Melara prevedeva:
- sostituzione del motore a benzina originale con il Continental AVDS 1750 diesel dell'M60
- montaggio del "cambio-sterzo" idraulico del carro armato M60 Patton
- nuovo disegno della riduzione finale
- modifiche allo scafo
- nuovo impianto elettrico
- sistema di alimentazione riprogettato
- montaggio di un cannone da 105 mm NATO sulla culla del preesistente cannone da 90 mm

L'autonomia sarebbe aumentata del 60% secondo le prove del 1968.
La conversione elaborata dall'Astra, oltre al propulsore diesel, prevedeva una nuova trasmissione, un cross-drive modificato, un nuovo generatore e un nuovo sistema di controllo del fuoco. Nemmeno questo sarà prodotto in serie. Nonostante la convenienza economica di tali conversioni altri motivi indurranno a sostituire la linea con un modello più moderno. Le modifiche furono eseguite dagli spagnoli sui loro M47 nella versione M47E2, con la sostituzione del cannone principale da 90mm con un cannone da 105mm nella versione tedesca Rheinmetall, il motore Continental AVDS diesel, ma con la parte posteriore del carro e in particolare il vano motore differenti rispetto al progetto dell'OTO Melara.
La dismissione del carro armato iniziò alla fine degli anni ottanta e un centinaio di M47 ricondizionati furono consegnati alla Somalia di Mohammed Siad Barre, per bilanciare la fornitura di materiale sovietico all'Etiopia.

### Nella cinematografia
Il carro armato M47 è stato utilizzato spesso nel cinema per film famosi: in Divisione Folgore di Duilio Coletti comparve come carro britannico. Ne La battaglia dei giganti fu fatto passare come Panzer VI Tiger II con colorazione grigia, mentre in realtà questi carri armati avevano una mimetizzazione policroma.

Compare anche nei film Le quattro giornate di Napoli, Lo sbarco di Anzio, La battaglia di El Alamein, La battaglia dell'ultimo panzer e Dalle Ardenne all'inferno.

## Versioni

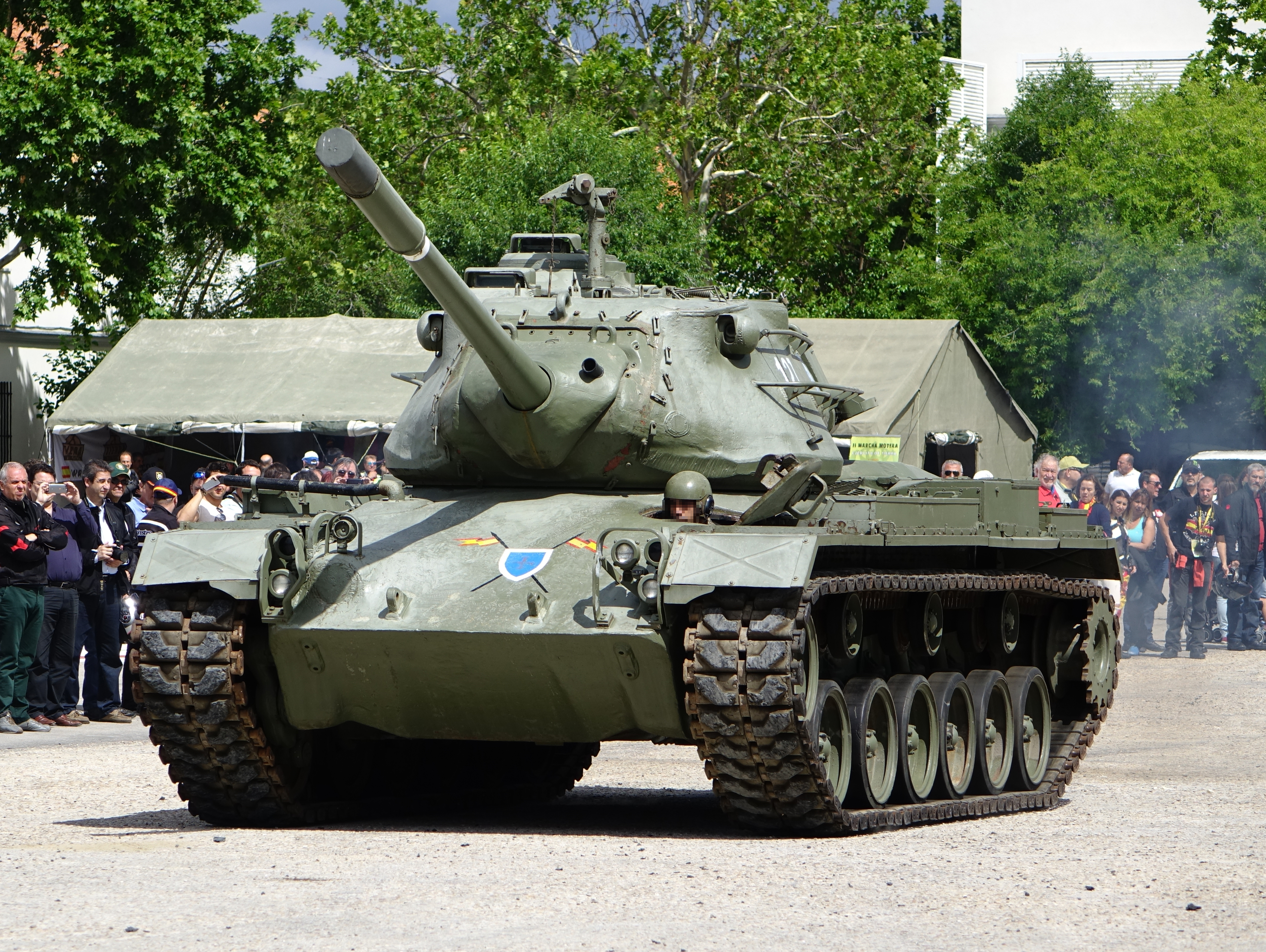
M47E1 Patton dell'Esercito spagnolo sfila davanti al pubblico durante una parata commemorativa del 2015

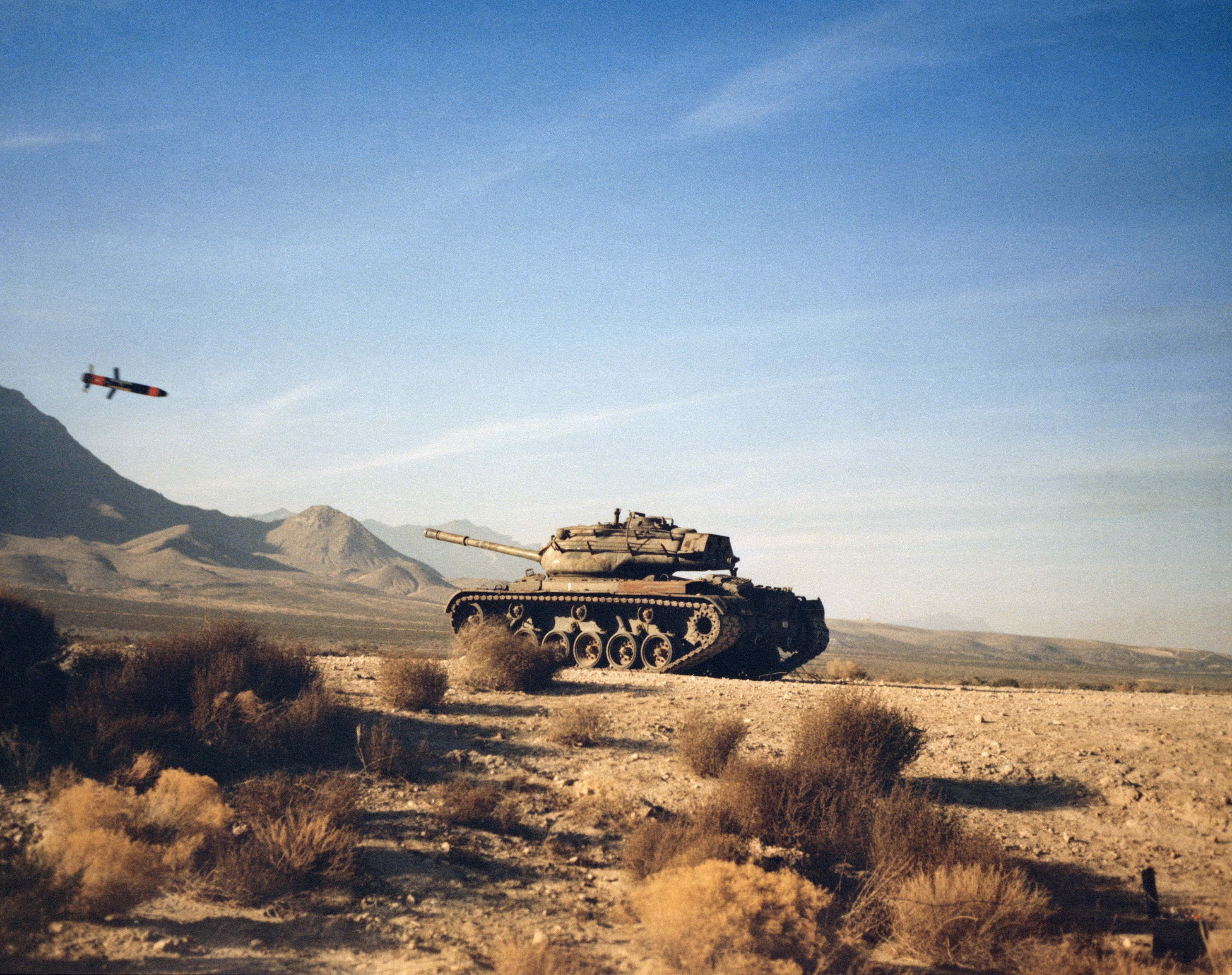
M47 utilizzato su un poligono come bersaglio: sta per essere colpito da un proiettile XM172 Copperhead

- M46E1: un prototipo costruito utilizzando il telaio del precedente M46 e la torretta dello sperimantale carro medio T42 equipaggiata con il cannone da 90 mm del cacciacarri M36 Jackson. In seguito furono installati una radio, un ventilatore e un telemetro ottico a coincidenza.
- M47: principale versione di produzione basata sullo scafo dell'M46 modificato, con la piastra frontale dello scafo ridisegnata, e la riduzione dei rulli di supporto da cinque a tre, costruita in 8 576 esemplari.
- M47 Orion: un esemplare di M47 dotato di un innovativo sistema di propulsione basato su una turbina a gas GEC Orion.[17]
- M47E1: due esemplari dotati del sistema del tiro inglese Metropolitan Vickers FVGCE Mk.4.[12]
- M47E2: progetto di una versione, non realizzata, dotata di nuovo sistema di controllo del tiro, sistema di trasmissione modificata, capacità carburante aumentata, e introduzione di modifiche per ridurre la segnatura infrarossa.[12]
- M47M: nel 1969 la società Bowen-McLaughlin-York Inc. annunciò l'avviamento di un completo programma di ammodernamento e valorizzazione commerciale del carro M47. Questa nuova versione possedeva il motore diesel turbocompresso Continental AVDS-1790-2A e il sistema di controllo del tiro del carro M60A1,[23] e una dotazione di carburante aumentata.[17] La posizione del mitragliere di scafo fu soppressa, al fine di aumentare la dotazione di munizioni da 90 mm con ulteriori 22 granate, e inoltre fu installato un sistema di brandeggio della torretta elettroidraulico Cadillac Gage Costant Pressure.[17] La società Bowen-McLaughlin-York Inc. creò un'apposita fabbrica in Iran per convertire a questo standard i 400 carri in servizio nell'Esercito locale.
- M47E1 o M47S: versione prodotta in Spagna dalla Bowen-McLaughlin-York Inc. di York, Pennsylvania, e dotata di parte dei miglioramenti adottati per la versione M47M iraniana. Fu realizzata in 329 esemplari per l'Esercito spagnolo mediante la conversione degli M47 già posseduti. Tra le modifiche si annoverano l'aumento del munizionamento disponibile e un sistema di riscaldamento per l'equipaggio.

M47E2: terza versione spagnola nata da interventi a un lotto di 46 M47E1. Tale modello era equipaggiato con un cannone Rheinmetall da 105/30 mm e un sistema di condotta del tiro migliorato. Un sistema di visione notturna passiva era disponibile sia per il capocarro che per il conduttore. Tali mezzi furono dati in dotazione solo al Regimiento de Infantería Mecanizada "Córdoba" n. 10.
- M47M Sabalan: versione prodotta in Iran sulla base dell'M47M, la quale era equipaggiata con una nuova torretta dotata di cannone da 105 mm, un telemetro laser, nuovi sistemi di controllo del tiro e di comunicazione, corazzature aggiuntive laterali.

### Altre versioni
- M47ER3: versione da combattimento per il genio, prodotta in 22 esemplari per l'Esercito spagnolo sempre trasformando carri M47 regolamentari.
- M102: versione da combattimento per il genio, sviluppata e utilizzata dall'Esercito statunitense,[12] armata di obice da demolizione calibro 152 mm, lama apripista M7 e verricello di traino. I mezzi furono assegnati alle unità del genio inquadrate nelle divisioni di fanteria e corazzate, nonché ai battaglioni da combattimento del genio.[13]
- M47A20: versione gettaponte sviluppata dall'industria italiana Astra, utilizzata dai reparti dell'Arma del genio.
- T66: carro lanciafiamme su scafo M47 per l'Esercito statunitense, disponeva di un lanciafiamme E30 in torretta, ma non fu mai prodotta in serie.[13]

## Utilizzatori

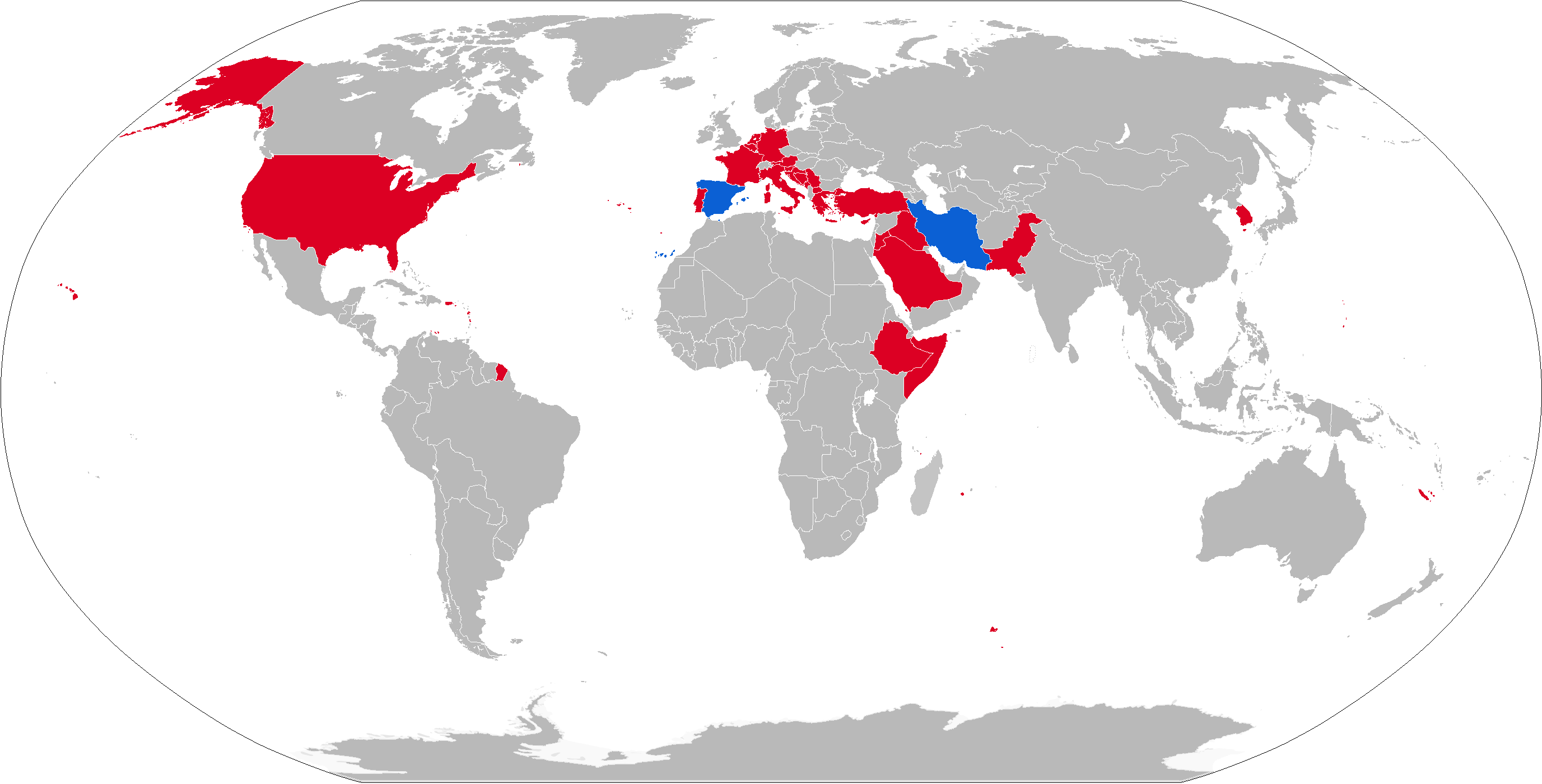
In rosso i paesi che, in passato, utilizzarono l'M47 Patton; in blu gli Stati che hanno ancora in servizio il mezzo

Arabia SauditaL'Esercito saudita acquistò inizialmente 23 carri M47, cui ne seguirono ulteriori 108 comprati sul mercato internazionale dell'usato. In seguito 25 esemplari furono venduti alla Somalia e 17 al Sudan, mentre i rimanenti furono sostituiti dagli AMX-30.
 AustriaA partire dal 1957 l'Esercito austriaco ricevette 152 carri medi M47, che andarono a equipaggiare i Panzer-Bataillon 4, 7 e 14, rimanendo in servizio attivo fino al 1982. Quando i Panzer-Bataillon 4 e 7 furono riequipaggiati con gli M 60A-1 le torrette dei carri M47 radiati furono usate, in apposite costruzioni interrate per la difesa statica dei confini. L'ultimo reparto a essere riequipaggiato fu il Panzer-Bataillon 14, che ricevette i carri M60A-3 nel corso degli anni ottanta.

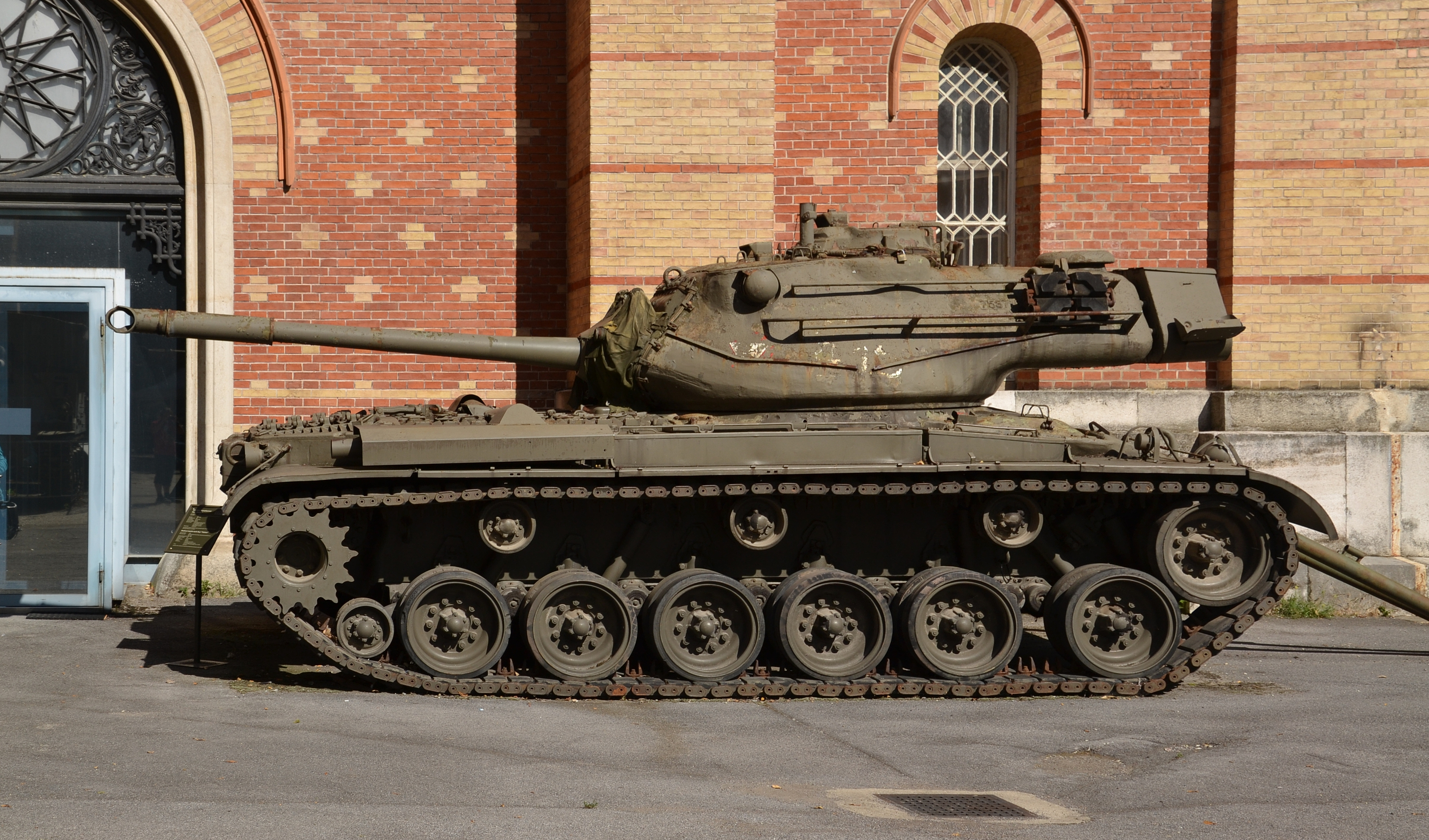
Un carro M47 Patton dell'esercito austriaco conservato presso lo Heeresgeschichtliches Museum di Vienna

 BelgioNel corso degli anni cinquanta l'Esercito belga ricevette 784 esemplari di M47 a cura del Mutual Security Agency, entrati in servizio nei reggimenti di cavalleria. I primi 10 carri vennero sbarcati nel porto di Anversa dalla nave cargo Steenstraete il 28 giugno 1952. Sono stati sostituiti dai Leopard 1A-1 a partire dagli anni settanta, venendo definitivamente radiati nel corso degli anni ottanta. Un esemplare è attualmente esposto presso il Koninklijk Museum van het Leger en de Krijgsgeschiedenis di Bruxelles.
 Bosnia ed ErzegovinaUn numero imprecisato di M47 fu catturato e riutilizzato dalle forze armate della Bosnia ed Erzegovina durante le guerre jugoslave
 Corea del SudL'Esercito sudcoreano acquistò un totale di 531 carri M47, di cui 463 furono consegnati all’esercito tra il 1956 e il 1959; altri 68 furono assegnati al corpo di fanteria di marina tra il 1963 e il 1964, ricevuti principalmente tramite le forze statunitensi di stanza nella penisola coreana. Circa tre quarti degli esemplari in servizio sostituirono l'originale cannone M36 con il paricalibro M41 dei carri M48, quando questi ultimi furono riequipaggiati con il cannone da 105 mm L/51. Gli ultimi esemplari furono radiati dal servizio nel corso del 2007.
 CroaziaDurante il corso della guerra d'indipendenza scoppiata nel 1991, le forze armate croate si impadronirono di 20 M47, già appartenenti all'Esercito federale jugoslavo e immagazzinati nei depositi della riserva. I carri furono impiegati operativamente nel corso della guerra, terminata nel 1995 dopo l'esito positivo dell'operazione Tempesta. Nel 1996 ne risultavano in servizio 16, successivamente radiati e sostituiti con gli M-84 (un T-72 jugoslavo).
 CiproUn singolo M47, matricola nº092273 fu catturato dalla Guardia Nazionale cipriota nel corso degli scontri cagionati dall'invasione turca del 1974. Fu radiato nel 1993 ed è attualmente esposto sulla base del 25 EMA a Paphos come memoriale.
 EtiopiaNel 1978 l'Esercito etiope ricevette 30 esemplari di M47 che andarono a equipaggiare tre compagnie corazzate. Insieme a 10 carri leggeri M41 Walker Bulldog, formarono il 20º Battaglione corazzato della 10ª Brigata meccanizzata, di stanza a Kabridehar. I carri furono impiegati nelle fasi iniziali della guerra dell'Ogaden contro la Somalia (1977), scontrandosi con i T-34/85 e i T-54. Almeno 24 di essi andarono persi in combattimento.

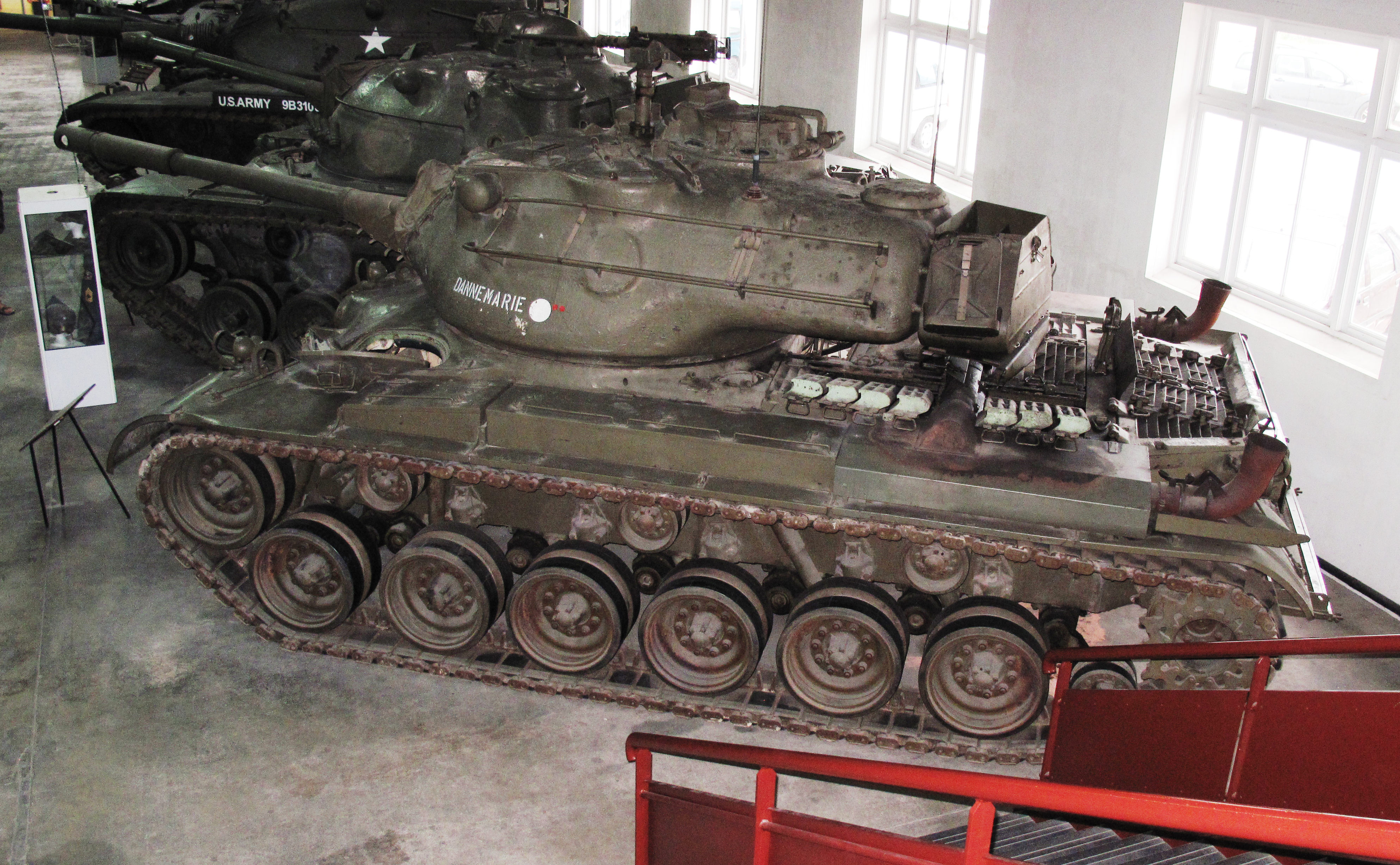
Un M47 Patton francese conservato presso il Musée des blindés de Saumur

 FranciaTra il 1954 e il 1956 l'Armée de terre ricevette 856 esemplari, andando a formare la base delle divisioni corazzate dell'esercito. L'M47 fu usato operativamente durante la crisi di Suez dall'8e Régiment de Dragons e fu ritirato dal servizio nel 1970, sostituito totalmente dall'AMX-30B armato con cannone da 105 mm L/51. Molti carri M47 francesi furono usati come bersagli sui poligoni, durante le esercitazioni di tiro.
 GreciaNegli anni cinquanta l'Esercito greco acquistò 300 carri M47 in conto MAP, cui seguì la consegna di ulteriori 30 esemplari usati da parte del governo tedesco e altri arrivi, per un totale di 396 mezzi. I 391 carri superstiti furono radiati tra il 1992 e il 1995.
 Germania OvestIn seguito al piano di potenziamento del neocostituito Bundeswehr gli statunitensi consegnarono 1 120 M47, rimasti in servizio fino alla consegna dei più moderni Leopard 1. Le consegne iniziarono alla base di Andernach a partire dal 19 gennaio 1956. Dopo l'inizio delle consegne del carro Leopard 1, avvenuto nel corso del 1967, numerosi M47 sono stati ceduti a paesi alleati, tra i quali la Turchia.
 GiordaniaPoco prima dello scoppio della guerra con Israele nel giugno 1967, l'Esercito giordano avviò un piano di potenziamento che portò all'acquisto di 49 carri M47, confluiti nel 12th Independent Armoured Regiment. La quasi totalità dei carri andò persa a Jenin nel corso dei combattimenti con i reparti israeliani e i superstiti furono integrati, negli anni ottanta, dall'acquisto dall'Iraq di 60 M47M, a loro volta preda bellica della guerra contro il fondamentalista Iran.
 GiapponeL'Esercito giapponese ha ricevuto due esemplari di M47 usati per valutazione. Secondo alcuni esperti, il carro avrebbe influenzato la costruzione del primo corazzato nipponico del dopoguerra, il Mitsubishi Type 61.
 IranNel corso degli anni cinquanta l'Esercito della Repubblica Islamica dell'Iran acquistò 400 carri M47M, che furono impiegati nel corso della guerra con l'Iraq; circa 170 sono stati portati allo standard Sabalan.
 IraqDurante il prolungato conflitto del 1981-1988 contro l'Iran, l'Esercito iracheno catturò numerosi esemplari di M47M, 60 dei quali furono successivamente venduti alla Giordania.

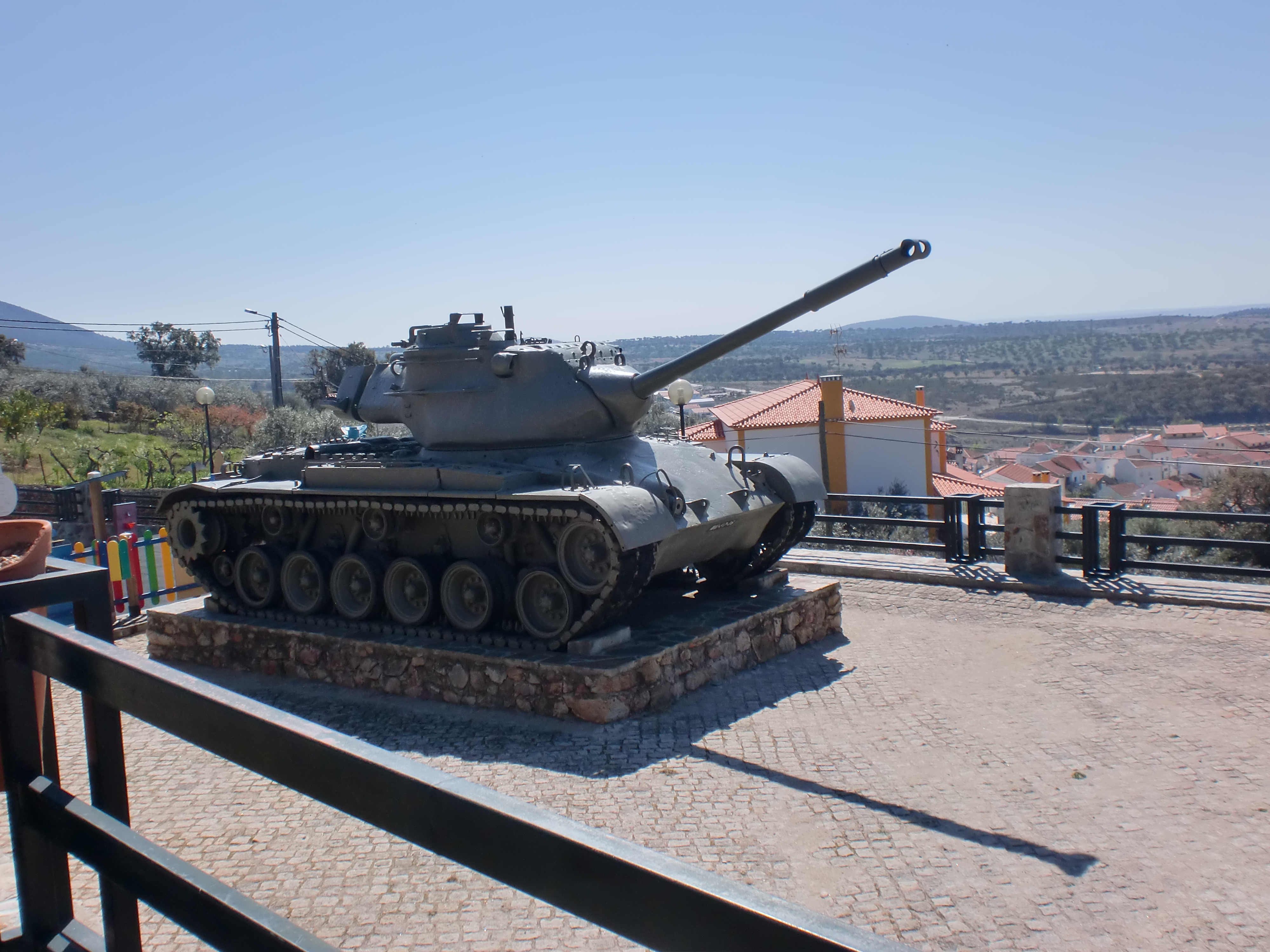
Un M47 Patton II dell'Esercito portoghese, già impiegato durante la Rivoluzione dei Garofani ed esposto in Largo do Chão da Igreja, a Penha Garcia

 ItaliaL'Esercito Italiano ricevette, a partire dal 1952, complessivamente 2 580 carri M47, di cui un certo numero modificati sperimentalmente dalla OTO Melara con il cannone 105/55, versione però mai entrata in servizio.
 PakistanA partire dagli anni cinquanta l'Esercito pakistano ricevette un totale di 380 carri M47 che entrarono in servizio nei reggimenti di cavalleria della 6ª Divisione corazzata. Tali mezzi ebbero largo impiego durante la guerra contro l'India del 1965, dove si scontrarono con i Centurion in alcune grandi battaglie campali. Tutti i mezzi superstiti furono ritirati dal servizio tra il 2002 e il 2003.
 PortogalloA partire dal 1952 l'Esercito portoghese ricevette 161 esemplari di M47 assegnati a tre compagnie del Regimento de Cavalaria n.º 4 appartenente alla 1ª Brigata mista indipendente. Il 25 aprile 1974, allo scoppio della rivoluzione dei garofani, gli M47 furono schierati a presidiare le strade di Lisbona e anche l'arteria principale che portava all'arsenale.
 SpagnaCome parziale compensazione per l'uso delle basi aeree spagnole da parte dell'United States Air Force, nel corso degli anni cinquanta l'Esercito spagnolo iniziò a ricevere 389 carri M47, con cui sostituire i Panzer IV, risalenti alla seconda guerra mondiale, allora in servizio presso la Divisione corazzata "Brunete". I carri M47 vennero schierati per le strade di Valencia durante il tentativo di colpo di Stato effettuato il 23 febbraio 1981 dal generale Jaime Milans del Bosch. Nel corso degli anni ottanta gli M47 furono portati allo standard M47S o E-1 sostituendo, a cura della Chrysler España di Villaverde, l'originale motore con uno turbocompressore Continental AVDS-1790-2A accoppiato a una trasmissione CD-850-6A; inoltre furono apportate altre modifiche tali da renderli similari agli M47M iraniani. Tutti gli M47 furono radiati entro il 1993 ma, sullo scafo di ventidue esemplari, fu sviluppato il veicolo corazzato da recupero M47ER3 e un mezzo gettaponte, assegnati alle unità d'artiglieria e di supporto alla fanteria. Tali mezzi furono modernizzati tra il 1992 e il 1994.

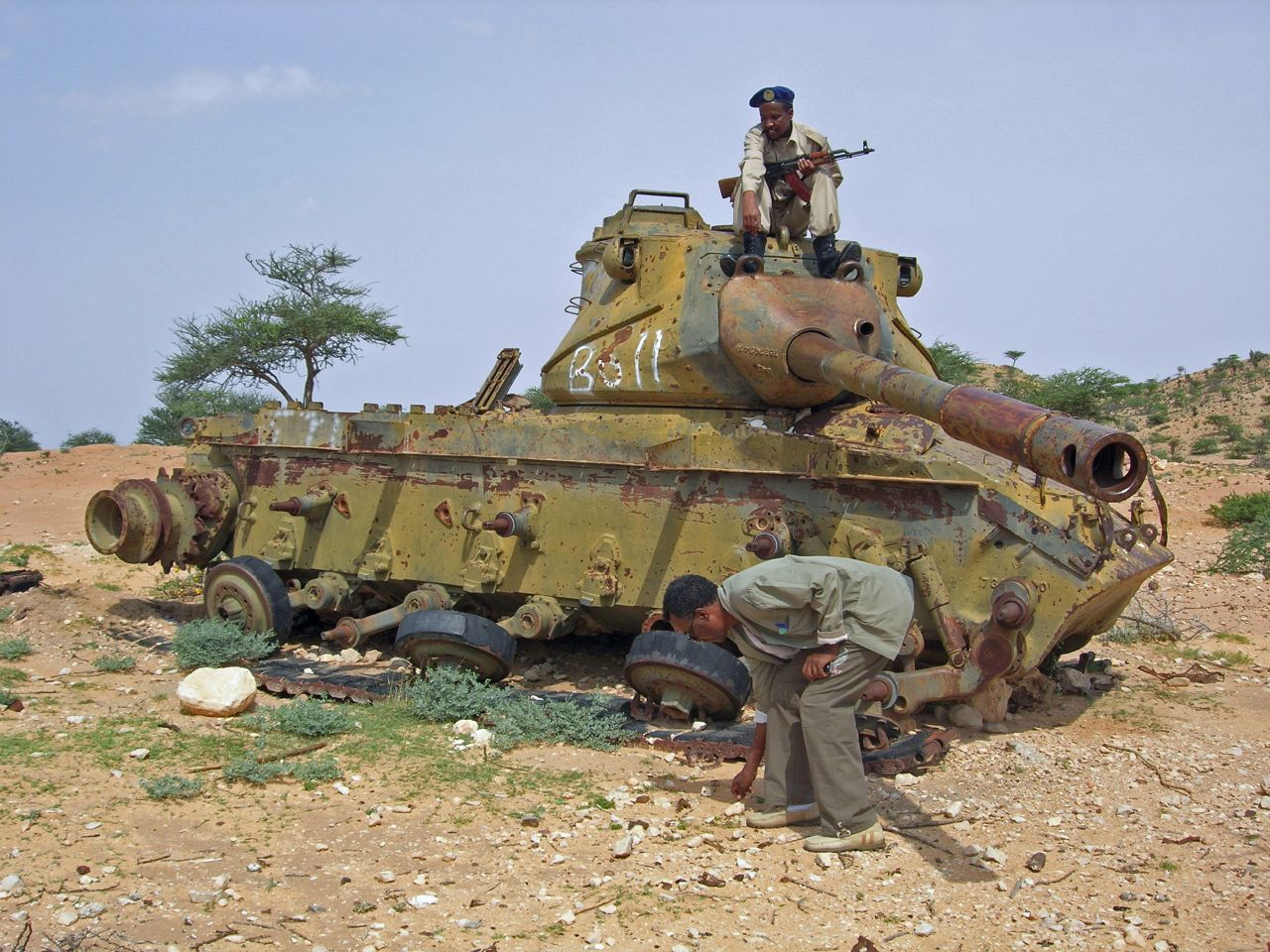
Relitto di un carro M47 distrutto in combattimento a Hargeisa, in Somalia

 SomaliaLa Somalia, conclusasi la guerra dell'Ogaden, varò un piano di rafforzamento del proprio esercito (che non poteva più contare sul sostegno sovietico) che sfociò nell'acquisto di 25 esemplari di M47 dall'Arabia Saudita; nel 1983 ulteriori 100 carri M47 furono comprati dall'Italia. Alcuni di essi trovarono successivamente un limitato impiego durante la guerra civile del 1991.
 SvizzeraNel corso degli anni cinquanta l'Esercito svizzero ha ricevuto 2 carri M47 per valutazione. Il modello non fu adottato, ma alcune soluzioni tecniche furono poi riprese nel carro di produzione nazionale Panzer 61.
 SudanL'Esercito sudanese acquistò 17 esemplari di carri M47 dall'Arabia Saudita.
 TaiwanVerso la metà degli anni ottanta l'Esercito taiwanese ha ricevuto 100 carri M47, acquistati sul mercato internazionale dell'usato.
 TurchiaAttingendo largamente al programma MAP, l'Esercito turco ha acquistato 1 347 carri M47 dalla Germania e dagli Stati Uniti. Ne utilizzò 200 esemplari nel corso dell'invasione dell'isola di Cipro (agosto 1974). L'M47 fu totalmente radiato entro la fine degli anni novanta.
 Stati UnitiEntrato in servizio nell'Esercito statunitense a partire dal 1952, quattro anni dopo iniziò a essere sostituito sulla catena di produzione dall'M48. Tutti gli M47 statunitensi furono ritirati dal servizio entro il 1957, mentre quelli assegnati l'United States Marine Corps nel 1959. Rimasto brevemente in servizio nei reparti della riserva, fu alla base di due successivi veicoli, il carro da combattimento per il genio M102 (rimasto in servizio fino al 1975) e il carro lanciafiamme T66 che non superò lo stadio di prototipo, sebbene a lungo collaudato.
 Jugoslavianel corso degli anni cinquanta il presidente statunitense Dwight Eisenhower, dopo il distacco di Josip Broz Tito da Stalin, approvò la fornitura di 319 carri M47 che, durante la guerra fredda, andarono a equipaggiare i reparti corazzati schierati sul confine con l'Ungheria.

### Annotazioni
1. ↑  Il carro portava il nome del generale George Smith Patton, considerato uno dei padri dell'arma corazzata statunitense.
2. ↑  Anche se l'M47 teoricamente avrebbe ricevuto la designazione di Patton II, tale soprannome non fu mai ufficializzato.
3. ↑  L'M47 era dotato del cingolo T80E6 (a sinistra) con maglia in gomma e rinforzi in acciaio, oppure del T84E1 (a destra) in gomma, entrambi avevano una larghezza di 23 pollici.
4. ↑  Tale soluzione non fu adottata sulla versione utilizzata dall'Esercito Italiano.
5. ↑  Tale ruolo fu eliminato verso la fine degli anni cinquanta.
6. ↑  Costituito da un'unità esterna, contenuta in una scatola blindata e accessibile da parte della fanteria, e una parte interna, a disposizione del capocarro. La chiamata dall'esterno avveniva azionando un pulsante sul microtelefono che comandava una luce posta a lato del servente al pezzo; allo stesso modo il capocarro poteva richiamare l'attenzione della fanteria facendo lampeggiare una luce al di sotto del portello dell'unità.
7. ↑  Il governo austriaco considerò di riequipaggiare con un motore diesel 120 carri M47, ma tale piano fu bocciato nel 1978 proprio a causa dell'arrivo dei primi 60 M60A-1.
8. ↑  Fu studiata la rimotorizzazione dell'M47 con un propulsore diesel per prolungarne la vita operativa, ma ciò rimase allo stadio di progetto.
9. ↑  L'esercito belga richiese alla British Aircraft Corporation (BAC) di equipaggiare un certo numero di M47 con il missile anticarro Swingfire, ma questa versione rimase allo stadio sperimentale e non entrò mai in servizio.
10. ↑  Il governo francese considerò l'idea di riarmere i carri M47 con il cannone da 105 mm del carro AMX-30, capaci di utilizzare il proiettili perforanti Obus G. Tale progetto non fu mai realizzato.
11. ↑  Ognuna forte di 34 esemplari.
12. ↑  Fu adottato un sistema di raffreddamento modificato, aumentata la capacità del serbatoio carburante del 50%, adottato un nuovo sistema di sospensione, e un nuovo sistema elettrico.

### Fonti
1. ↑  Tillotson 1981, p. 10.
2. 1 2  Zaloga 1999, p. 3.
3. ↑  Tillotson 1981, p. 9.
4. 1 2 3 4  Zaloga 1999, p. 4.
5. ↑  Tillotson 1981, p. 11.
6. 1 2 3 4 5  Tillotson 1981, p. 17.
7. 1 2  Tillotson 1981, p. 13.
8. 1 2 3  Tillotson 1981, p. 14.
9. ↑  Tillotson 1981, p. 15.
10. 1 2  Tillotson 1981, p. 16.
11. 1 2  Tillotson 1981, p. 18.
12. 1 2 3 4  Tillotson 1981, p. 19.
13. 1 2 3  Tillotson 1981, p. 20.
14. ↑  (FR) Peloton de chars moyens, su daniel.rabbe.free.fr. URL consultato il 21 dicembre 2016.
15. ↑  (EN) Tm9-718a, su archive.org. URL consultato il 21 dicembre 2016.
16. 1 2  Zaloga 1999, p. 5.
17. 1 2 3 4  Tillotson 1981, p. 22.
18. 1 2 3 4  Tillotson 1981, p. 23.
19. 1 2  Tillotson 1981, p. 25.
20. 1 2   M47 Patton (1950) - Associazione Nazionale carristi d'Italia, su assocarri.it. URL consultato il 9 novembre 2017.
21. ↑  Urthaler, Niederkofler, Pozza 2006, p. 244.
22. 1 2 3  Tillotson 1981, p. 24.
23. ↑  Tillotson 1981, p. 21.
24. ↑  (ES) Caro de combate M47e1 (PDF), su ejercito.mde.es. URL consultato il 21 dicembre 2016 (archiviato dall'url originale l'8 novembre 2013).
25. 1 2 3  Zaloga 1999, p. 36.
26. 1 2 3  Zaloga 1999, p. 11.
27. ↑  (EN) M-47 Patton Main Battle Tank, su vojska.net. URL consultato il 13 febbraio 2015.
28. ↑  Zaloga 1999, p. 21.
29. ↑  Cooper 2015, p. 27.
30. 1 2 3  Zaloga 1999, p. 13.
31. ↑  Zaloga 1999, p. 15.
32. 1 2  (EN) M47 (Patton II) Medium Tank (1951), su militaryfactory.com. URL consultato il 1º gennaio 2016 (archiviato dall'url originale il 4 marzo 2016).
33. 1 2  Zaloga 1999, p. 18.
34. ↑  Abrahamian 1982, p. 435.
35. ↑  (EN) Sabalan Main Battle Tank, su military-today.com. URL consultato il 12 marzo 2018 (archiviato dall'url originale il 30 aprile 2014).
36. ↑  (EN) Pakistan Army Equipment, su globalsecurity.org. URL consultato il 13 febbraio 2015.
37. ↑  Zaloga 1999, p. 25.
38. ↑   Luís Almeida d'Eça, E depois do adeus, in Agenda Cultural Lisboa, n. 245, Câmara Municipal de Lisboa, aprile 2011,  p. 4.
39. 1 2 3 4  Zaloga 1999, p. 37.
40. ↑  Tillotson 1981, p. 26.
41. 1 2  Zaloga 1999, p. 38.

### Periodici
- Army's Latest Medium Tank Features Lethal Firepower, in Popular Mechanics, giugno 1952,  p. 88.